# Shades of Dawn
Shades of Dawn ist eine deutsche Progressive-Rock-Band aus Düsseldorf, die 1993 gegründet wurde. Ihre Musik enthält viele Elemente des klassischen Progressive Rock der 1970er Jahre.

## Geschichte
Die Band entstand 1993, als die Düsseldorfer Formation KAWUMM einen Lead-Sänger suchte. Die Bandmitglieder waren Wolfgang Schmidt (Bass, Gitarre, Basspedal, Gesang), Annette Schepermann (Keyboard), Karl Nothen (Lead-Gitarre, Gesang), Chris Struwe (Schlagzeug, Gesang) und Peter Schneider (Keyboard). Sänger und Gitarrist Hans-Jürgen Klein stieß dazu und regte eine Namensänderung an. Man einigte sich auf den neuen Namen Shades of Dawn.
Schon im Herbst 1993 verließ Gitarrist Karl Nothen wegen musikalischer Differenzen die Band. Anfang 1994 nahmen Shades of Dawn in einem stillgelegten Schlachthof The Slaughterhouse Tapes auf. Nach der Abmischung im Düsseldorfer Skyline Studio war die Band jedoch noch nicht völlig zufrieden. Als nach Streitigkeiten Bandgründer und Bassist/Gitarrist Wolfgang Schmidt – und danach auch Keyboarderin Annette Schepermann – die Band verließen, wurden die Aufnahmen zunächst nicht weiter bearbeitet.
1998 erschien als Debütalbum The Dawn of Time, mit gänzlich neuer Musik, im weltweiten Vertrieb von Second Battle/Early Birds. Mitglieder waren nun Keyboarder/Pianist Cyrill Stoletzky und Bassist Theo Labs. Diese Besetzung (mit Klein, Chris Struwe und Peter Schneider) trat u. a. auf dem Burg-Herzberg-Festival auf. Danach änderte sich die Besetzung wieder. Trotzdem gaben Shades of Dawn gelegentlich Konzerte, wie im Februar 2002 auf der Progparade in Neustadt. Später wurden die Slaughterhouse Tapes komplett überarbeitet, mit weiterer Musik ergänzt und neu abgemischt. Das Album wurde im Februar 2007 als From Dusk till Dawn weltweit veröffentlicht.
Shades of Dawn überraschten im selben Jahr als Opener für Jane in Jever. Statt der zwischenzeitlich ausgeschiedenen Cyrill Stoletzky und Bassist Edzard Schmidt waren nun Keyboarder Bernhard Marx und Klaus Lohr am Bass dabei. Im Jahr 2008 fiel die Band vor allem mit ihrem Auftritt auf dem Wuppertaler Krautrock Festival – neben Jane und Birth Control – auf.
Nach weiteren Umbesetzungen stellte man 2010 das Album Graffity’s Rainbow fertig. Die CD enthält nur vier lange Stücke und erschien im März 2011. Im fast 26-minütigen Titelstück verarbeitete die Band auch Themen von Franz Schubert und Modest Mussorgsky. Titel und Text sind von Thomas Pynchons Novelle Gravity’s Rainbow inspiriert.
Am 6. Juni 2011 verstarb Schlagzeuger Chris Struwe. Bassist Klaus Lohr verließ die Band.
Im September 2011 kamen Klaus Neumärker als neuer Schlagzeuger und im Juni 2012 Bassist Peter Lorenz (Ex-Werwolfmusic) zu Shades of Dawn. In der neuen Besetzung gab die Band im September 2012 ein Comeback-Konzert in der Kölner Kantine.
Im September 2013 verließ jedoch auch Keyboarder Bernhard Marx die Band. Für ihn kehrte im November Cyrill Stoletzky zur Band zurück.
Im August 2014 spielten Shades of Dawn dann in dieser Besetzung vor auf einem Open-Air-Stadtfest in Solingen – mit „Brings“ als Top Act.
Unmittelbar nach dem Konzert verließ Cyrill Stoletzky die Band.
Peter Lorenz verfügte noch über Aufnahmen von Werwolfmusic und überarbeitete diese mit Peter Schneider und Klaus Neumärker. 2015 kam ex-Werwolf-Sängerin Gitta Löwenstein dazu. Die Prog-Elemente wurden hier deutlich zurückgenommen, und der Bandname wurde in Shades of Dawn II geändert, um den Stilwechsel der Musik zu verdeutlichen.
Hans-Jürgen Klein führte Shades of Dawn ab Anfang 2015 mit Manuel Steinbrink (Keyboard, Gesang), Vahid Moradi (Schlagzeug) und Michael Poos (Keyboard) weiter. Im September stieß Bassist Lothar Drechsel dazu, während sich Moradi im August bereits verabschiedet hatte.
Ende 2019 schlug Cyrill Stoletzky vor, sich nochmals mit dem zuletzt in Solingen aufgetretenen Line Up zusammenzutun. Bislang erstickten allerdings Covid-19 und andere Probleme jegliche Bemühungen.

## Diskografie
- 1994: The Slaughterhouse Tapes (Demo)
- 1998: The Dawn of Time (Early Birds EB 003)
- 2007: From Dusk till Dawn (Musea FGBG 4692)
- 2011: Graffity’s Rainbow (Musea FGBG 4866)
- 2019: Invisible Shades